# Barrage d'Itaipu
Pour les articles homonymes, voir Itaipu (homonymie).
Le barrage d'Itaipu correspond à la centrale hydroélectrique d'Itaipu ; il est situé sur le rio Paraná, à la frontière entre le Brésil et le Paraguay, construit par les deux pays entre 1975 et 1982. La centrale est aujourd'hui la troisième au monde en puissance installée et reste la première en quantité cumulée d'énergie produite. Son nom signifie « la pierre qui chante » en guarani et fait référence à la petite île située sur le fleuve avant les travaux.
Le lac de retenue a une superficie de 1 350 km2, allant de Foz do Iguaçu au Brésil à Ciudad del Este au Paraguay, jusqu'à Guaíra et Salto del Guairá 150 km au nord.
Le premier turbo-alternateur est entré en service en mai 1984 ; le dix-huitième, le 9 avril 1991. Deux nouveaux groupes ont été mis en service en 2006 portant la puissance totale installée à 14 000 MW. Les vingt groupes de 700 MW sous une hauteur de chute nominale de 118 m produisent annuellement plus de 90 térawatts-heures (TWh). Quatre-vingt-dix pour cent de la production de la centrale est consommée au Brésil. En 2013, la centrale a établi un record de production de 98,6 TWh, subvenant alors à 90 % de la demande d'électricité paraguayenne et à 19 % de la consommation brésilienne.
Actuellement, la centrale hydroélectrique d'Itaipu détient le record mondial de production cumulée d'électricité, et ce, grâce à son ancienneté et aux conditions hydrauliques optimales du site. La centrale du barrage des Trois-Gorges en Chine détient le titre de plus grande centrale hydroélectrique du monde en puissance totale installée.
Sur les vingt groupes électrogènes actuellement installés, dix génèrent à 50 Hz pour le Paraguay et dix génèrent à 60 Hz pour le Brésil. Étant donné que la capacité de production des générateurs paraguayens dépasse de loin la charge au Paraguay, la majeure partie de leur production est exportée directement du côté brésilien, d'où deux lignes HVDC de 600 kV, chacune d'environ 800 kilomètres (500 mi) de long, transportent la majorité de l'énergie à la région de São Paulo/Rio de Janeiro où l'équipement terminal convertit l'énergie à 60 Hz.
Le barrage d'Itaipu est selon l'American Society of Civil Engineers (Association américaine des ingénieurs en génie civil) l'une des Sept Merveilles du monde moderne.

## Données
Itaipu Binacional mesure 7 919 mètres de long et atteint une hauteur de 196 mètres, soit l'équivalent d'un immeuble de 65 étages. Depuis le début de sa production, en 1984, plus de 2,6 milliards de MWh d'énergie ont été produits dans 20 unités de production qui, ensemble, ont fourni 15 % de l'électricité consommée au Brésil et 90 % au Paraguay, en 2019. Dans sa construction, qui a commencé en 1975, 12,3 millions de mètres cubes de béton ont été nécessaires. Le fer et l'acier utilisés dans les travaux permettraient la construction de 380 tours Eiffel.
Toutes les connaissances en ingénierie qui existaient à l'époque ont été utilisées dans la construction. Une partie de la structure était italienne et américaine. Pour la production d'électricité, la technologie allemande et suisse a été utilisée. Il a fallu installer deux centrales à béton à l'intérieur de l'usine, en plus de la plus grande fabrique de glace du monde ; en effet, le béton devait être mélangé au gel, car le refroidissement empêche la formation de fissures. Le béton a été produit 24 heures sur 24 pour réaliser les travaux.
Plus de 9 000 maisons ont été construites des deux côtés du fleuve Paraná pour abriter les travailleurs du projet, en plus d'un hôpital pour soigner les travailleurs. Au cours des travaux, environ 100 000 ouvriers ont été embauchés.

## Historique

### Négociations entre le Brésil et le Paraguay
La construction de l'aménagement hydroélectrique est le résultat de longues négociations entre les deux pays dans les années 1960. Le Ata do Iguaçu (accord d’Iguaçu) a été signé par les ministres des affaires étrangères des deux pays, Juracy Magalhães (pt) et Raúl Sapena Pastor (es), le 22 juillet 1966. Cet accord était une déclaration jointe d’un intérêt commun à étudier l’exploitation des ressources hydriques partagées par les deux pays à la naissance du rio Paraná : des chutes de la cascade des Sept Chutes à l'embouchure du rio Iguaçu. Le traité lançant officiellement le projet fut ratifié en 1973.
Les termes du traité, qui expire en 2023, sont l’objet d’un mécontentement général au Paraguay. Le gouvernement du président Fernando Lugo promit de renégocier les termes du contrat avec le Brésil, qui resta longtemps hostile aux négociations.
En 2009, le Brésil accepta un paiement de l’électricité au Paraguay plus équitable, autorisant le Paraguay à vendre directement l’énergie aux sociétés brésiliennes, au lieu de passer par la société brésilienne ayant le monopole,.

### Début de la construction
En 1970, le consortium constitué des sociétés IECO (États-Unis) et ELC Electroconsult S.p.A (Italie) remporte l’appel d’offre international concernant les études de faisabilité et l’élaboration du projet de construction. Les études commencent en février 1971.
Le 26 avril 1973, le Brésil et le Paraguay signent le traité d'Itaipu.
Le 17 mai 1974, l’entreprise Itaipu Binational est créée pour diriger la construction de la centrale. Les travaux commencent en janvier 1975.
La construction fait appel à 40 000 travailleurs directs, 12 500 000 m3 de ciment, soit l'équivalent de 212 fois le stade Maracanã, et une quantité d'acier équivalente à 380 fois la tour Eiffel.
En comparaison du tunnel sous la Manche, Itaipu a utilisé quinze fois plus de ciment et creusé un volume huit fois supérieur. Une opération appelée Mymba Kuera, qui signifierait « prend l'animal » en tupi-guarani, fut mise en place avant la formation du réservoir dans la zone engloutie. Des équipes du secteur de l'environnement d'Itaipu se sont efforcées de sauver des centaines d'exemplaires des espèces animales de la région.

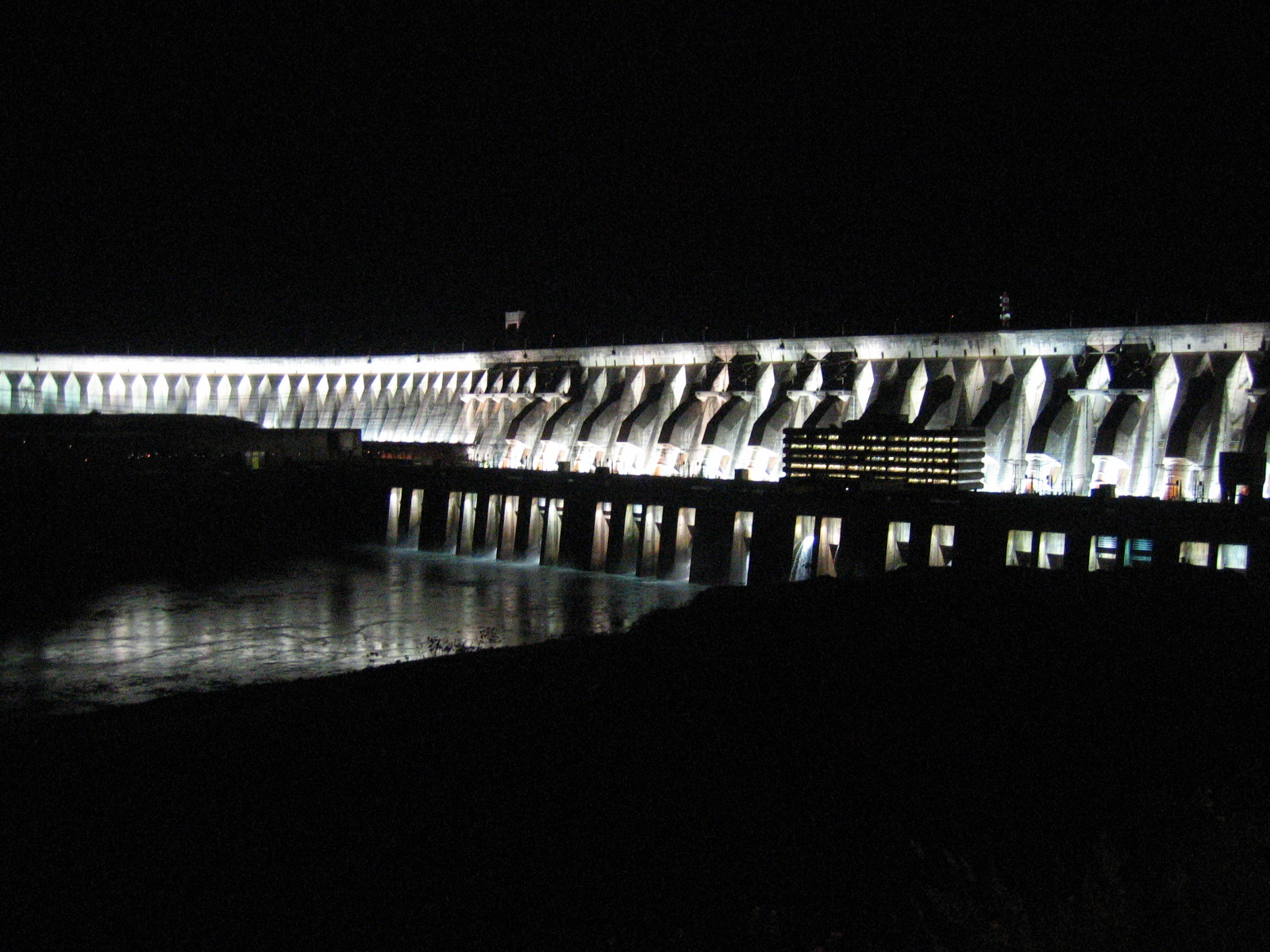
Itaipu de nuit.

### Détournement du rio Paraná
Le 20 octobre 1978, le lit du rio Paraná est détourné afin d’en assécher une partie pour pouvoir y construire le barrage.

### Formation du lac
Le remplissage du réservoir du barrage commence le 13 octobre 1982, lorsque les travaux du barrage sont terminés. Le 27 octobre 1982 à 10 h, l’eau atteint une hauteur de cent mètres et parvient à hauteur des déversoirs de crues. Ce remplissage rapide fait suite aux importantes pluies de l’époque.

### Début de la production
La première unité de production électrique est mise en service le 5 mai 1984. Les dix-huit premières unités sont installées à raison de deux ou trois par an. Les deux dernières unités entrent en service en 1991.

### Augmentation de capacité en 2007

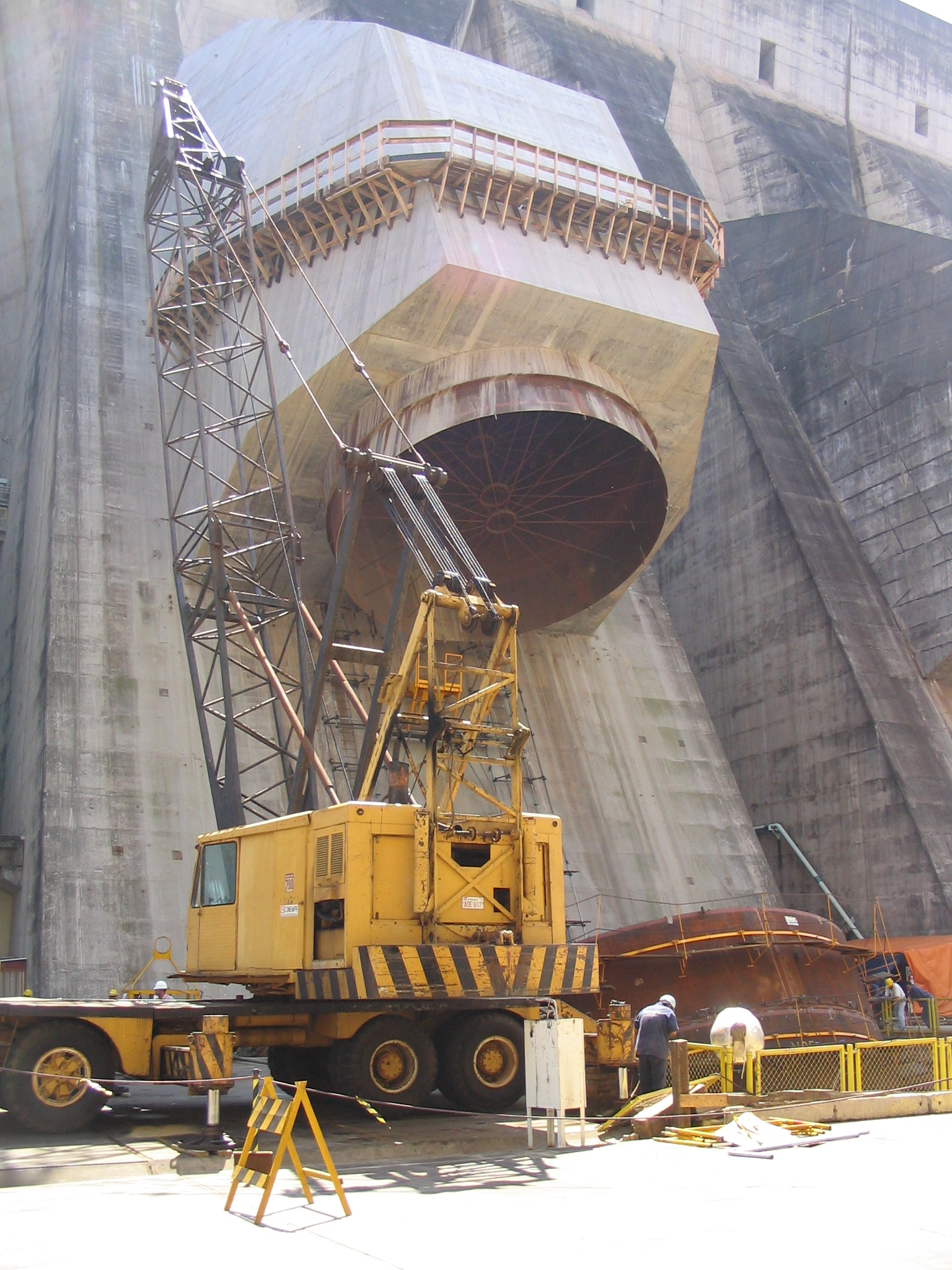
Le barrage subit des travaux d'agrandissement.

Les deux dernières des 20 unités de production électrique ont démarré en septembre 2006 et en mars 2007, portant ainsi la capacité installée à 14 GW et complétant la centrale. Cette augmentation de capacité permet à 18 unités de production de fonctionner en permanence tandis que deux sont arrêtées pour maintenance. En raison d'une clause du traité signé entre le Brésil, le Paraguay et l'Argentine, le nombre maximum de groupes électrogènes autorisés à fonctionner simultanément ne peut pas dépasser 18.
La puissance nominale de chaque unité de production (turbine et alternateur) est de 700 MW. Cependant, étant donné que la chute (différence entre le niveau du réservoir et le niveau de la rivière au fond du barrage) qui se produit réellement est supérieure à la chute prévue (118 m ou 387 pieds), la puissance disponible dépasse 750 MW la moitié du temps pour chaque générateur. Chaque turbine génère environ 700 MW ; par comparaison, toute l'eau des chutes d'Iguaçu aurait la capacité d'alimenter seulement deux générateurs.

### Merveille du monde moderne
En 1994, l'American Society of Civil Engineers a élu le barrage d'Itaipu comme l'une des Sept Merveilles du monde moderne.
Il a par ailleurs inspiré la symphonie Itaipu de Philip Glass, qui a visité l'ouvrage en 1988.

Panorama du barrage d'Itaipu.

## Caractéristiques

### La gestion

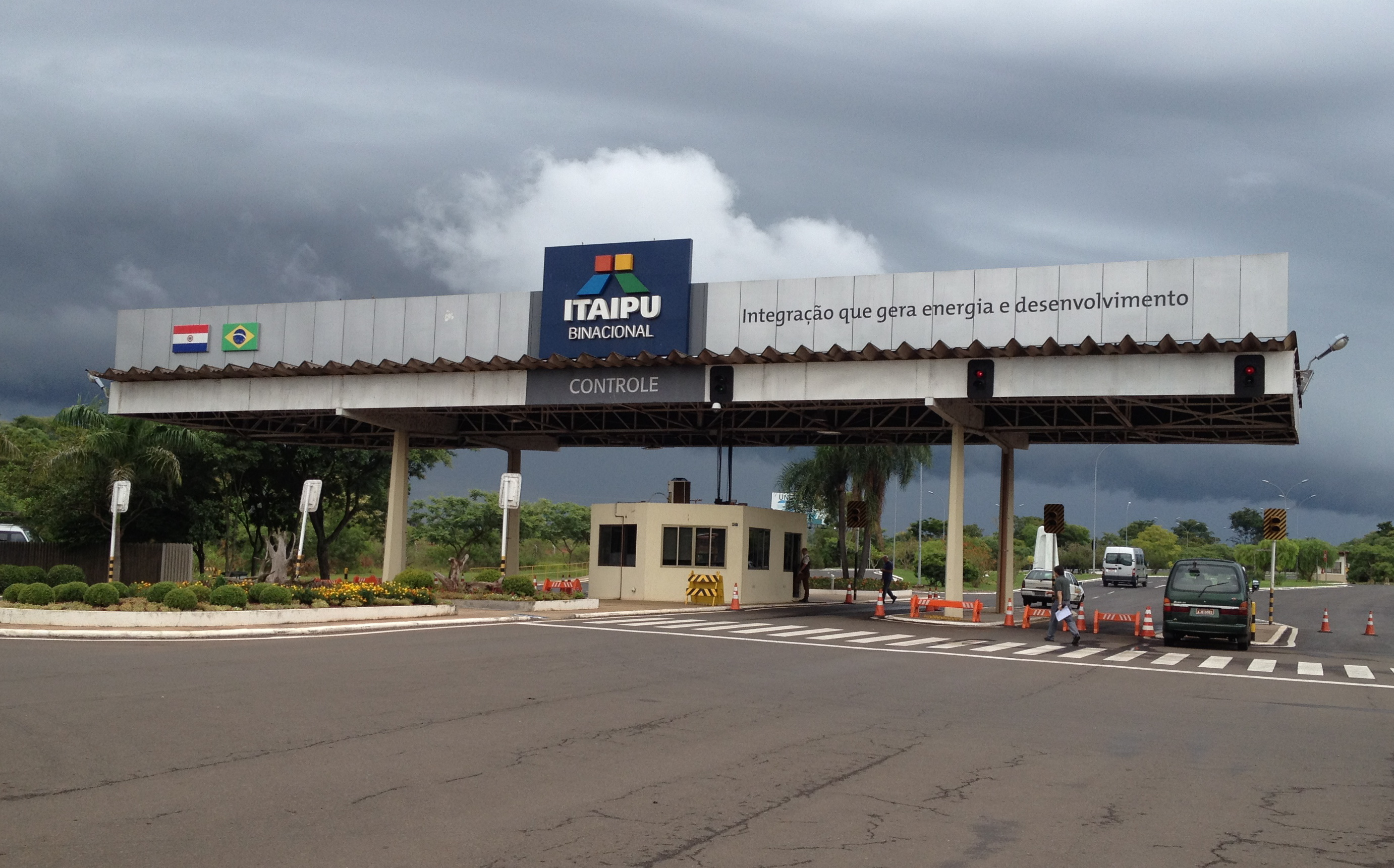
Entrée du complexe Itaipu.

Itaipu Binacional est une entité binationale appartenant à la république fédérative du Brésil et à la république du Paraguay. Cette entité a été constituée par le traité d'Itaipu pour l'exploitation de la centrale hydroélectrique. Son apparence de cabinet d'avocats privé binational est due aux systèmes juridiques des deux pays auxquels il est soumis.
Les pays ont la même participation dans l'entité : ENBPar détient 50 % et l'Administration nationale de l'électricité (Administración Nacional de Eletricidad, ANDE) possède les 50 % restants, représentant respectivement le Brésil et le Paraguay. Tous deux nomment à parts égales les douze membres du Conseil d'administration. Sur les six membres nommés par le Brésil, l'un vient de l'ENBPar et l'autre du ministère des Affaires étrangères. Le conseil d'administration élit également le conseil d'administration sur une base égale.

### Barrage et débit

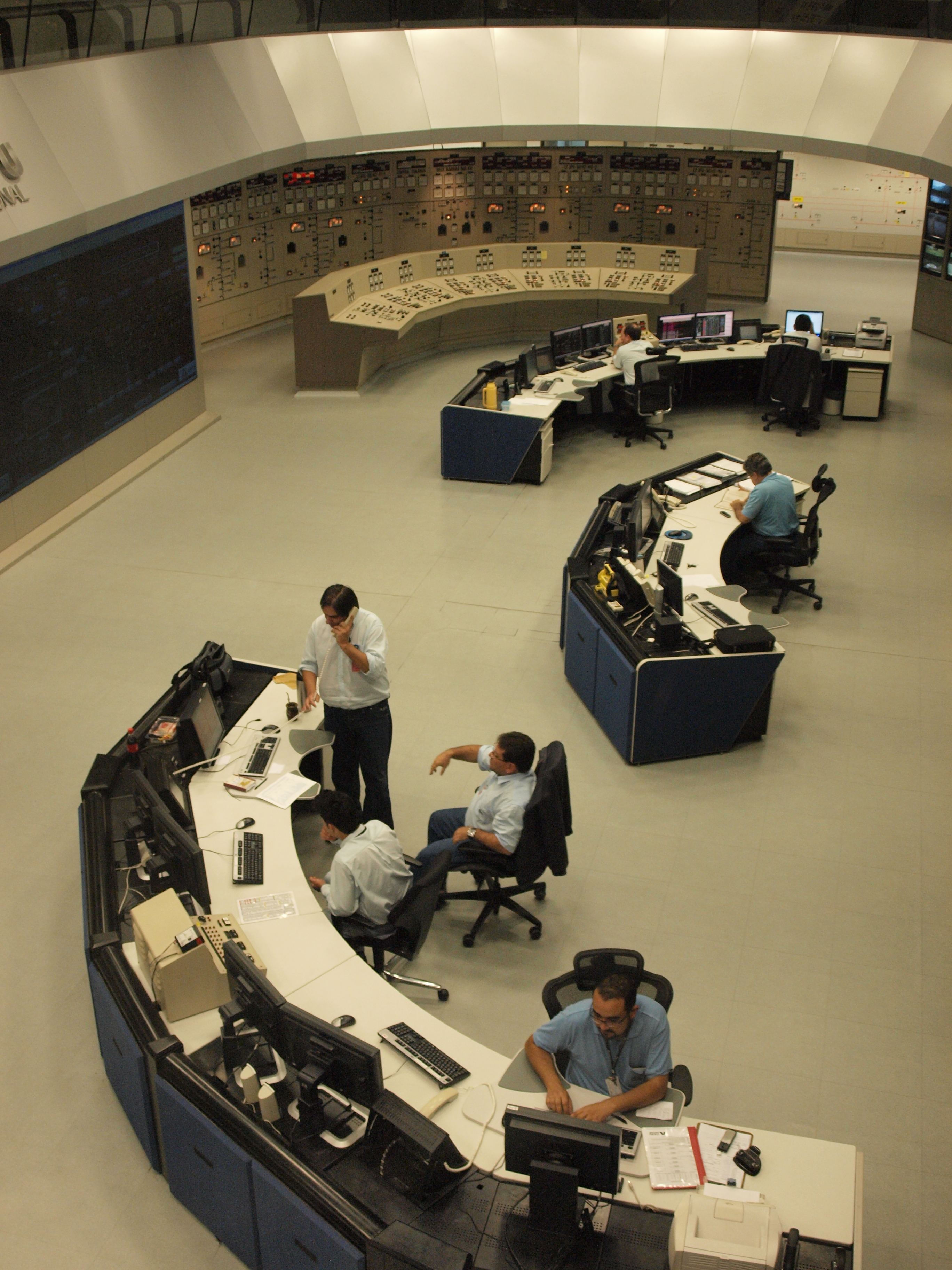
Salle de contrôle d'Itaipu.

La longueur totale du barrage est de 7 919 mètres. L'altitude de la crête est de 225 mètres. Le barrage d'Itaipu se compose essentiellement de six sections : le barrage latéral droit, le barrage principal, la structure de dérivation, le barrage en terre droit, le barrage en enrochement et le barrage en terre gauche. Le barrage principal mesure 196 mètres de haut, ce qui équivaut à un immeuble de 65 étages.
Le débit maximal du déversoir d'Itaipu est de 62 200 mètres cubes d'eau par seconde, ce qui correspond à 40 fois le débit moyen des chutes d'Iguaçu. Le débit de deux turbines Itaipu (700 m3 d'eau par seconde chacune) correspond approximativement au débit moyen des chutes d'Iguaçu (environ 1 500 m3 d'eau par seconde).

### Production d'énergie

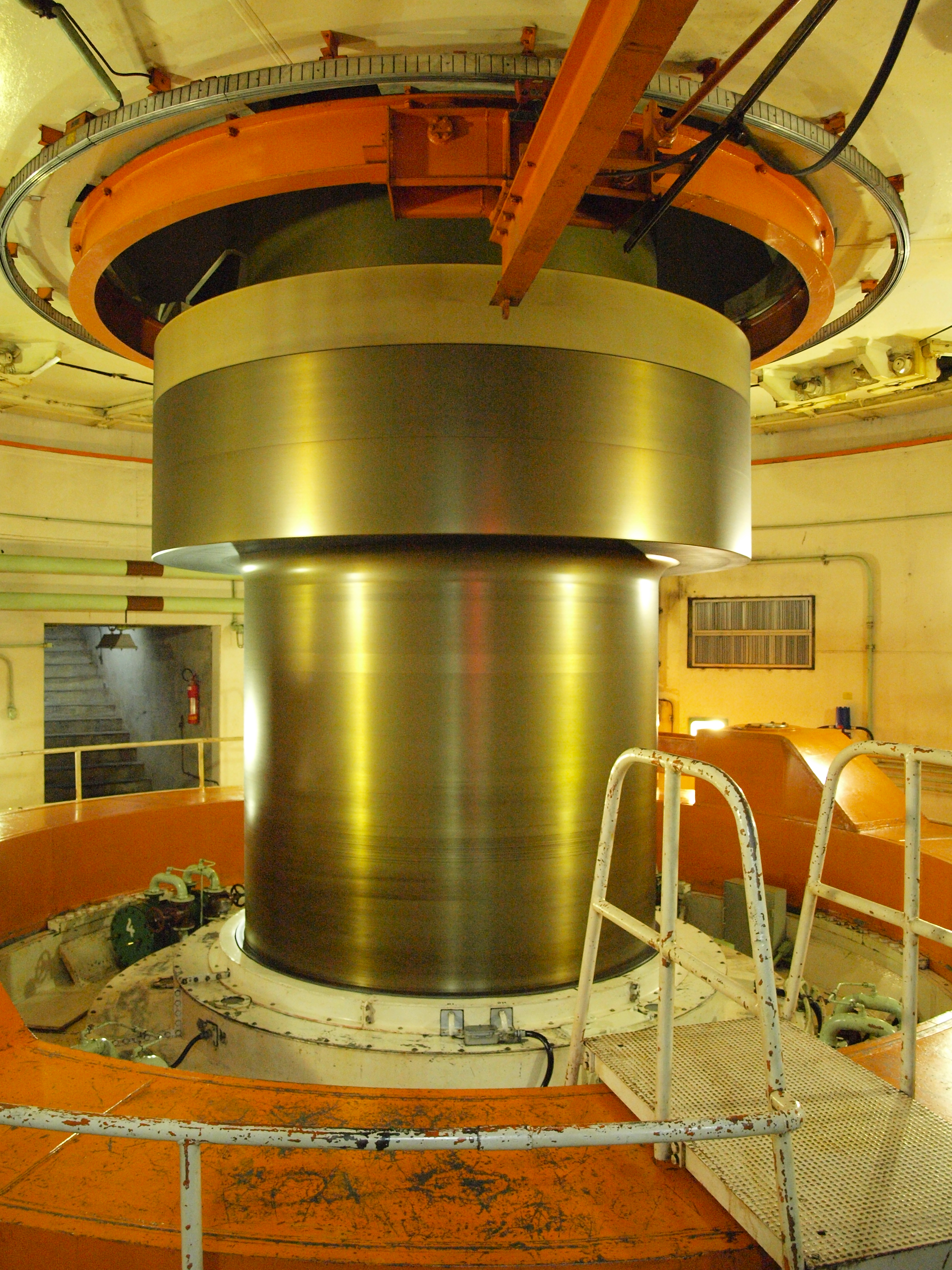
Arbre qui couple la turbine au générateur.

Il existe vingt groupes électrogènes, dix à la fréquence du réseau électrique paraguayen (50 Hz) et dix à la fréquence du réseau électrique brésilien (60 Hz). Les unités 50 Hz ont une puissance nominale de 823,6 MVA, un facteur de puissance de 0,85 et un poids de 3 343 tonnes. Les unités 60 Hz ont une puissance nominale de 737,0 MVA, un facteur de puissance de 0,95 et un poids de 3 242 tonnes. Toutes les unités sont évaluées à 18 kV. Les turbines sont de type Francis, avec une puissance nominale de 715 MW et un débit nominal de 690 m3 par seconde. Une sous-station blindée au gaz hexafluorure de soufre (SF6) permet une grande compacité du projet. Pour chaque groupe électrogène, il y a une batterie de transformateurs monophasés, augmentant la tension de 18 kV à 500 kV. Le Brésil devrait brûler 536 000 barils de pétrole par jour pour générer l'électricité d'Itaipu dans les centrales thermoélectriques,.

### Transmission de l’énergie

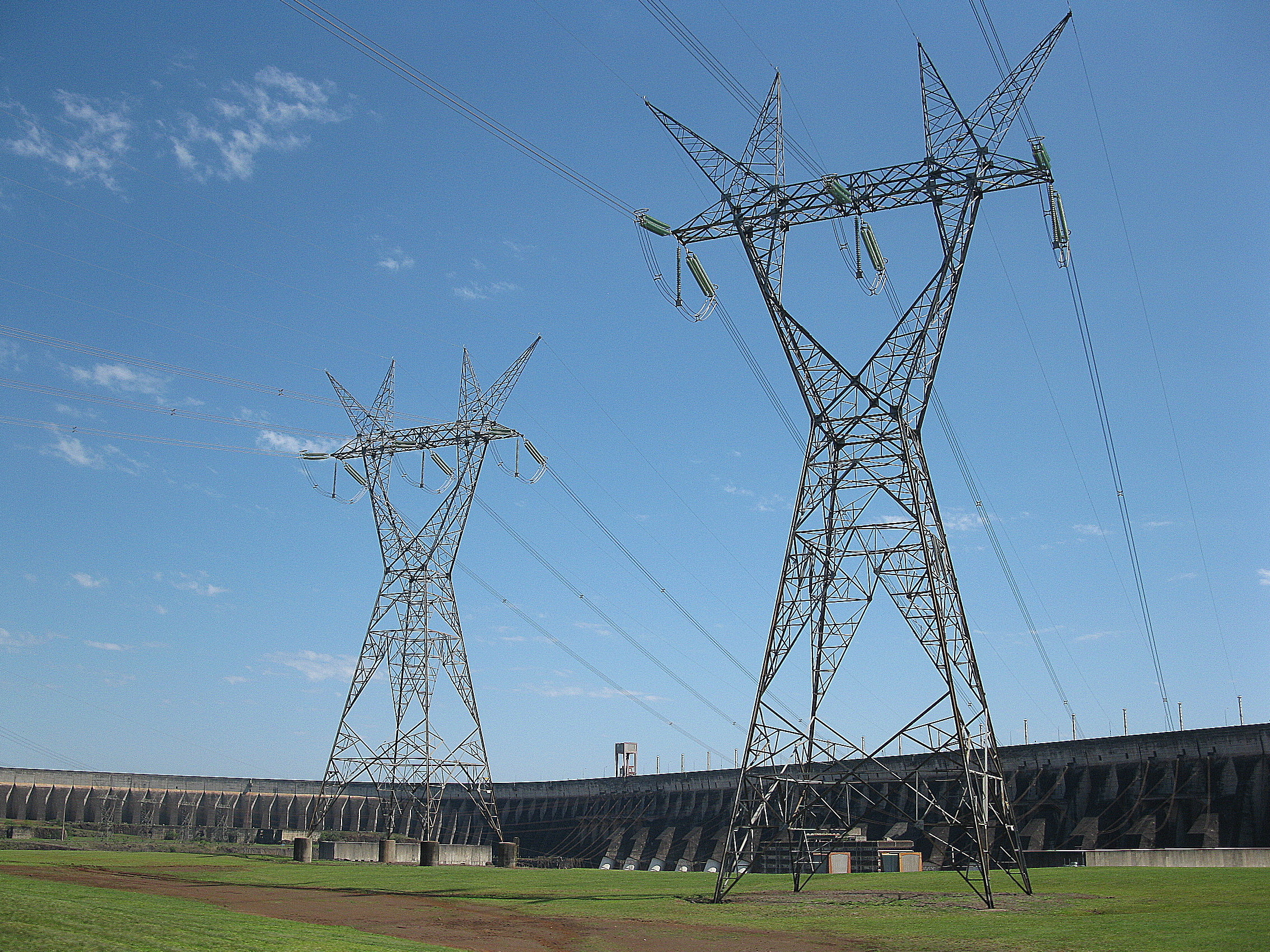
Ligne de transmission d'Itaipu.

Sur les 18 unités génératrices installées, neuf d’entre elles produisent en 50 Hz, la fréquence utilisée au Paraguay ; les neuf autres en 60 Hz, la fréquence utilisée au Brésil. Un convertisseur de fréquences est également présent au Brésil pour transformer l’électricité non utilisée par le Paraguay de 50 Hz en 60 Hz.

## Statistiques

### Construction
- Le cours du septième plus grand fleuve du monde a été déplacé, ainsi que l’ont été 50 millions de tonnes de terre et de roche.
- Le béton utilisé pour la construction du barrage aurait permis de réaliser 210 stades Maracanã.
- Le fer et l’acier utilisés dans cette construction auraient permis de réaliser 380 tours Eiffel.
- Le volume de terre et de roche extrait pour la construction du barrage est 8,5 fois plus important que celui extrait lors de la construction du tunnel sous la Manche ; 15 fois plus de béton a également été utilisé.
- Environ 40 000 personnes ont travaillé à la construction.
- Itaipu est l'un des objets les plus chers jamais construits.

### Station de production et barrage
- La longueur totale du barrage est de 7 235 m. Son point le plus haut culmine à 225 m. Itaipu est en fait quatre barrages réunis - à partir de l'extrême gauche, un barrage en terre, un barrage en enrochement, un barrage principal à contreforts en béton et un barrage en aile en béton à droite. Le déversoir a une longueur de 483 mètres (1 585 pieds).
- Le débit maximum des 14 canaux de décharge est de 62 200 mètres cubes par seconde, ce qui correspond à 40 fois le débit des chutes d'Iguazú.
- Le débit nécessaire à deux unités génératrices (700 m3 s−1 chacune) correspond au débit moyen de ces chutes.
- Le barrage fait économiser au Brésil 434 000 barils (69 000 m3) de pétrole par jour.
- Le réservoir du barrage est le septième plus grand en taille du Brésil, mais il est celui qui a le meilleur rapport entre la quantité d’électricité produite et la surface inondée. Pour une puissance de 14 000 MW, 1 350 km2 ont été inondés. Le second plus puissant barrage du Brésil, « Tucurui », a requis l’inondation de 2 430 km2 pour produire 8 000 MW.

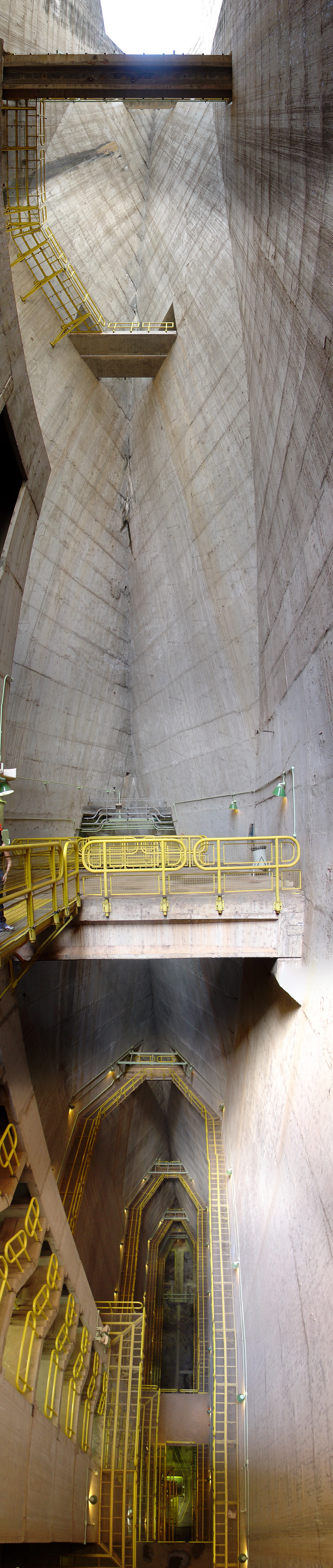
Cavité à l'intérieur du barrage.

| Année | Nombre d’unités installées | GWh       |
| ----- | -------------------------- | --------- |
| 1984  | 0–2                        | 277       |
| 1985  | 2–3                        | 6 327     |
| 1986  | 3–6                        | 21 853    |
| 1987  | 6–9                        | 35 807    |
| 1988  | 9–12                       | 38 508    |
| 1989  | 12–15                      | 47 230    |
| 1990  | 15–16                      | 53 090    |
| 1991  | 16–18                      | 57 517    |
| 1992  | 18                         | 52 268    |
| 1993  | 18                         | 59 997    |
| 1994  | 18                         | 69 394    |
| 1995  | 18                         | 77 212    |
| 1996  | 18                         | 81 654    |
| 1997  | 18                         | 89 237    |
| 1998  | 18                         | 87 845    |
| 1999  | 18                         | 90 001    |
| 2000  | 18                         | 93 428    |
| 2001  | 18                         | 79 307    |
| 2002  | 18                         | 82 914    |
| 2003  | 18                         | 89 151    |
| 2004  | 18                         | 89 911    |
| 2005  | 18                         | 87 971    |
| 2006  | 19                         | 92 690    |
| 2007  | 20                         | 90 620    |
| 2008  | 20                         | 94 685    |
| 2009  | 20                         | 91 651    |
| 2010  | 20                         | 85 970    |
| 2011  | 20                         | 92 245    |
| 2012  | 20                         | 98 287    |
| 2013  | 20                         | 98 630    |
| 2014  | 20                         | 87 795    |
| 2015  | 20                         | 89 215    |
| 2016  | 20                         | 103 098   |
| 2017  | 20                         | 96 387    |
| 2018  | 20                         | 96 585    |
| 2019  | 20                         | 79 444    |
| 2020  | 20                         | 76 382    |
| 2021  | 20                         | 66 369    |
| Total | 20                         | 2 830 956 |

## Sources
- (en) Cet article est partiellement ou en totalité issu de l’article de Wikipédia en anglais intitulé « Itaipu » (voir la liste des auteurs).